# Свети Илия (Бунеш)
„Свети Илия“ (на македонска литературна норма: „Свети Илија“) е възрожденска православна църква в пробищипското село Бунеш, източната част на Република Македония. Част е от Брегалнишката епархия на Македонската православна църква – Охридска архиепископия.
Църквата е построена в 1885 година, за което свидетелства и ктиторският надпис на трегера над входа. Не е изписана.